# 윤효동
윤효동(본명 : 윤효정)(1986년 8월 22일 ~ )은 대한민국의 희극 배우이다.

## 출연작

### 방송
- 《웃찾사》 (SBS)
  - 《별에서 온 그놈》 천송이(홍윤화)의 매니저 역
  - 《서운타》 이수빈의 엄마 역
  - 《콩닥콩닥 민기쌤》 효동 역

- 《유튜브》
  - 《윤까꽁》
  - 《동네애들》
  - 《윤효동》

## 유행어
- "널 좋아해"
- "어머 미안~ 쫑크쫑크~ 미스테이크~" - 웃찾사 <서운타>
- "얘는~해요~ " -웃찾사 <콩닥콩닥민기쌤>
- "으앙~~! 얘 (여러 가지)하러 간것 같애요!